# Robert Winkel

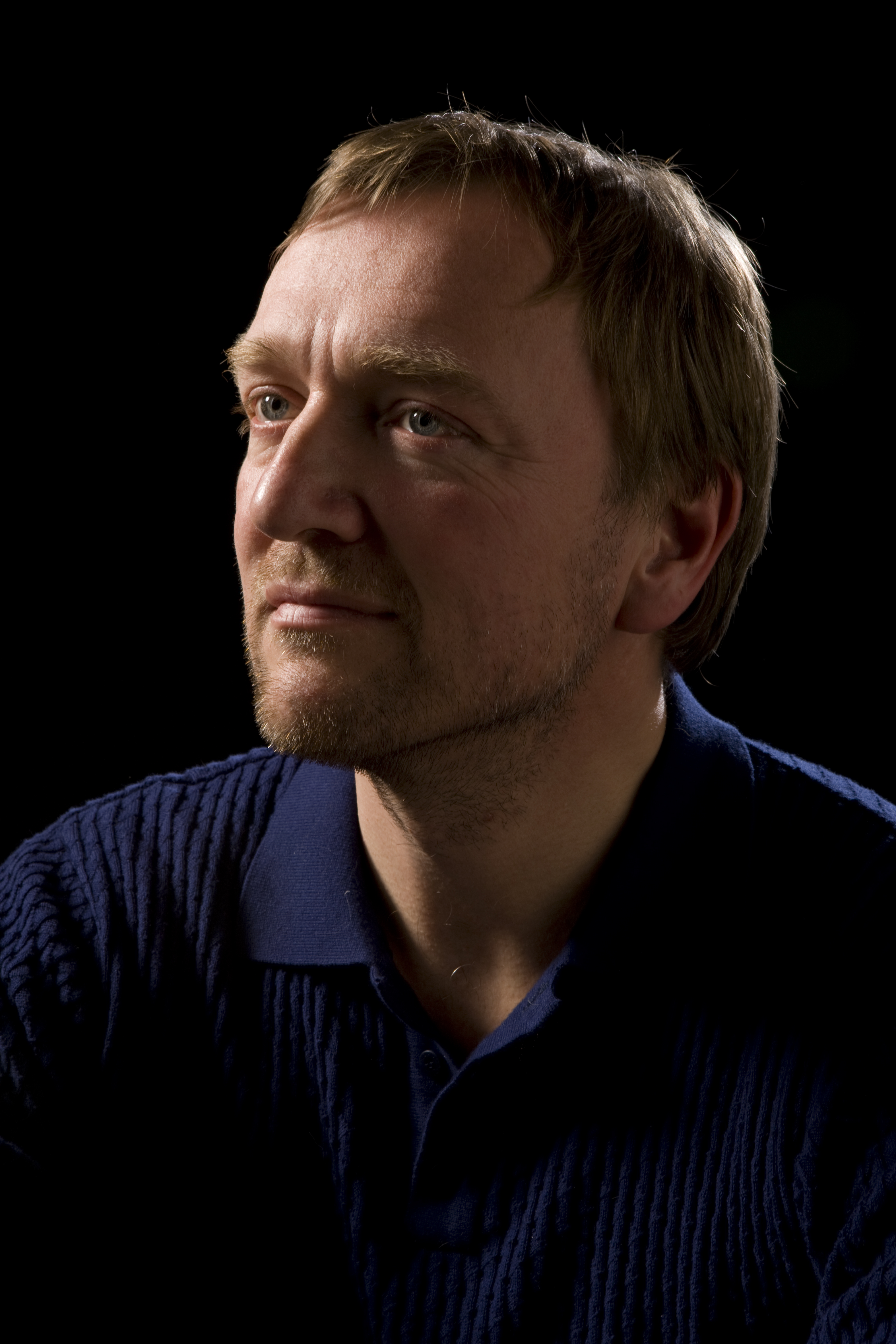
Robert Winkel, architect

Robert Winkel (Soest, 1 mei 1963) is een Nederlandse architect. Hij is oprichter/eigenaar van Mei architects and planners in Rotterdam. Dat bureau bestaat sinds 2003 en is gevestigd in de Schiecentrale in het Lloydkwartier. Winkel ontwierp verschillende gebouwen in de regio van Rotterdam. Zijn team is ook actief in de rest van Nederland, Noorwegen, Engeland, Frankrijk, België en Rusland.
Winkel heeft veel expertise op het gebied van herbestemming. Met zijn bureau duikt hij in de historie van het gebouw of rijksmonument om tot natuurlijke vormen van vernieuwing te komen die geïnspireerd zijn op de oorspronkelijke kwaliteiten van het gebouw. Dit resulteert in grote variatie aan herbestemmingsprojecten die het bureau op zijn naam heeft staan.  
In 1995 richtte Winkel samen met Piet Vollaard Archined.nl op, een nieuwssite over architectuur in Nederland. Winkel was van 2008 tot 2013 lid van de Welstands- en Monumentencommissie van de gemeente Rotterdam.
Vanaf 2018 is hij voorzitter van Commissie Ruimtelijke Kwaliteit van de Gemeente Amsterdam, Supervisor van Rotterdam – The Hague Airport en is hij voorzitter van het Quality-team Feyenoord City in Rotterdam. Daarnaast is Winkel een veelgevraagd jurylid bij verschillende prijzen, onder andere bij de Gouden Piramide en als juryvoorzitter van de ARC18 Oeuvre Award. 
Winkel ontwierp onder meer de volgende gebouwen:
- Fenix I, Rotterdam
- Kaaspakhuis, Gouda
- McDonald's, Rotterdam
- Schiecentrale, Rotterdam
- Jobsveem, Rotterdam
- De Fabriek Delfshaven, Rotterdam
- De Vier Werelden, Spijkenisse
- De Kaboutergarage, Almere-Buiten